# Carl Kitzerow

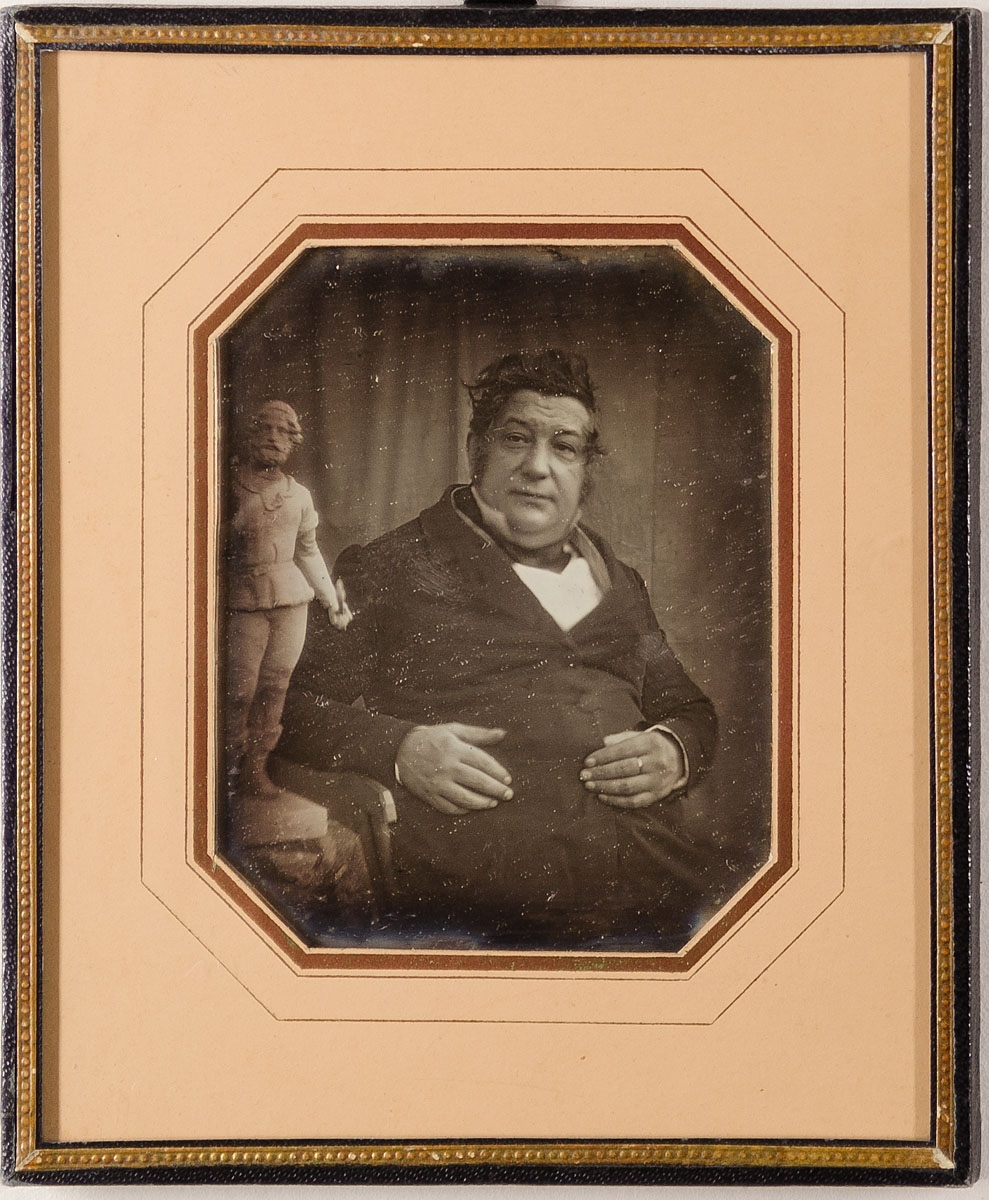
Carl Heinrich Kitzerow (1860)

Carl Heinrich Kitzerow (* 13. Februar 1799 in Hamburg; † 11. Februar 1874 in Mailand) war ein deutscher Dekorationsmaler und Lithograf.

## Leben
Kitzerow ist nachweislich als Dekorationsmaler und Lithograf seit 1825 in Hamburg tätig gewesen. Die Lithografie war 1818 durch Johannes Michael Speckter in Hamburg eingeführt worden, das sich unter der Führung seiner Familie zu einem Zentrum für diese neue Vervielfältigungstechnik in Norddeutschland entwickelte. Auch Kitzerow erzielte in dieser Zeit der breiten Nachfrage seine Haupteinnahmen mit Porträtlithografien, malte aber auch Landschaften. In seinen Werken wurde ihm eine künstlerisch trockene Ausführung nachgesegt, die weit hinter den Arbeiten eines Otto Speckter zurück stünde. Die Arbeiten beider dokumentieren heute im Staatsarchiv der Freien und Hansestadt Hamburg und der Staats- und Universitätsbibliothek Hamburg (nicht nur) Hamburger Persönlichkeiten der Mitte des 19. Jahrhunderts im Bild. Auch in die Sammlungen der Hamburger Kunsthalle gelangten Kitzerows Arbeiten. Er dekorierte die ehemalige Alsterhalle von 1835 mit Bildern der Geschichte Hamburgs, die mit seinen Erklärungen 1847 auch im Druck erschienen. Kitzerows persönliche Kunstsammlung bestehend aus eigenen und fremden Werken (Gemälden, Kupferstichen und Lithografien) wurde am 5. November 1867 im Zuge der Verlegung seines Lebensmittelpunkts nach Mailand in Hamburg öffentlich verkauft.